# Canthium campanulatum
Canthium campanulatum är en måreväxtart som beskrevs av George Henry Kendrick Thwaites. Canthium campanulatum ingår i släktet Canthium och familjen måreväxter. Inga underarter finns listade i Catalogue of Life.